# مسجد مطار سيناي
مسجد مطار سيناي (بالملايو: Masjid Lapangan Terbang Antarabangsa Senai ) هو المسجد الرئيسي في مطار سيناي في مدينة سيناي التابعة لولاية جوهر في ماليزيا، تم افتتاح المسجد في عام 2003، ويسمى المسجد أيضا المسجد الدولي للسياحة، ويقع المسجد في مكان قريب لصالتي الوصل والخروج من وإلى مطار سيناي، بل يعد مسجد لعامة المسلمين من كامبونج ماجو جايا والبلدات المحيطة بمدينة سيناي .

## وصلات خارجية
- البوم صور مسجد مطار سيناي 1
- البوم صور مسجد مطار سيناي 2